# Енисейский тракт

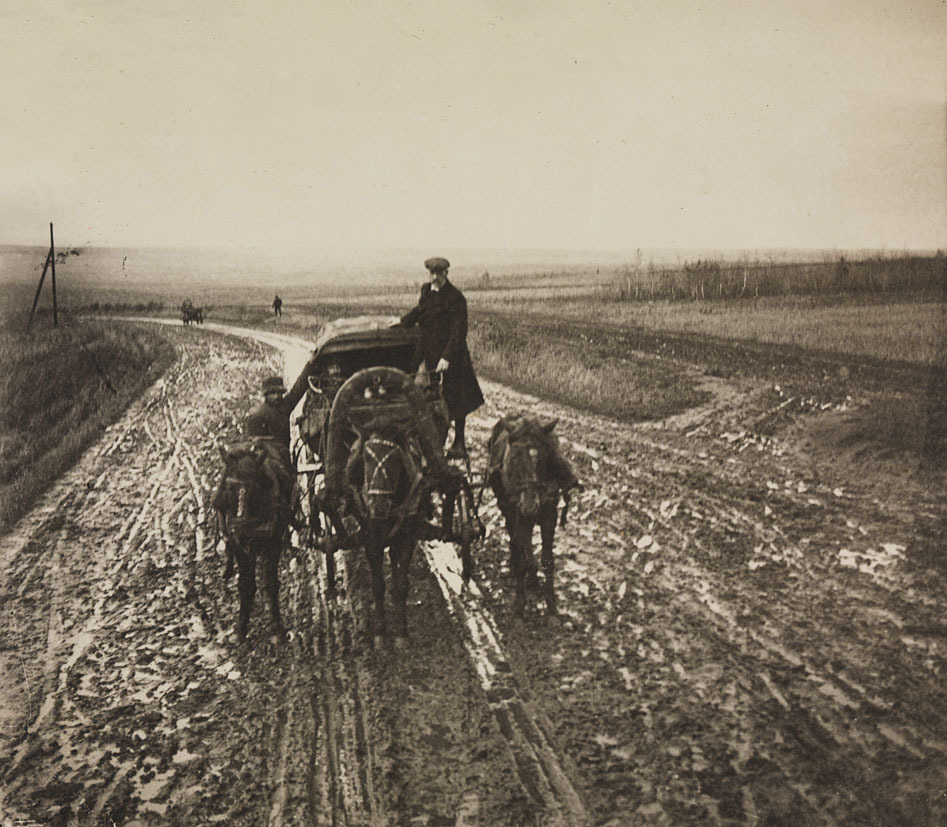
Фритьоф Нансен на Енисейском тракте в распутицу на пути из Енисейска Красноярск. Сентябрь, 1913

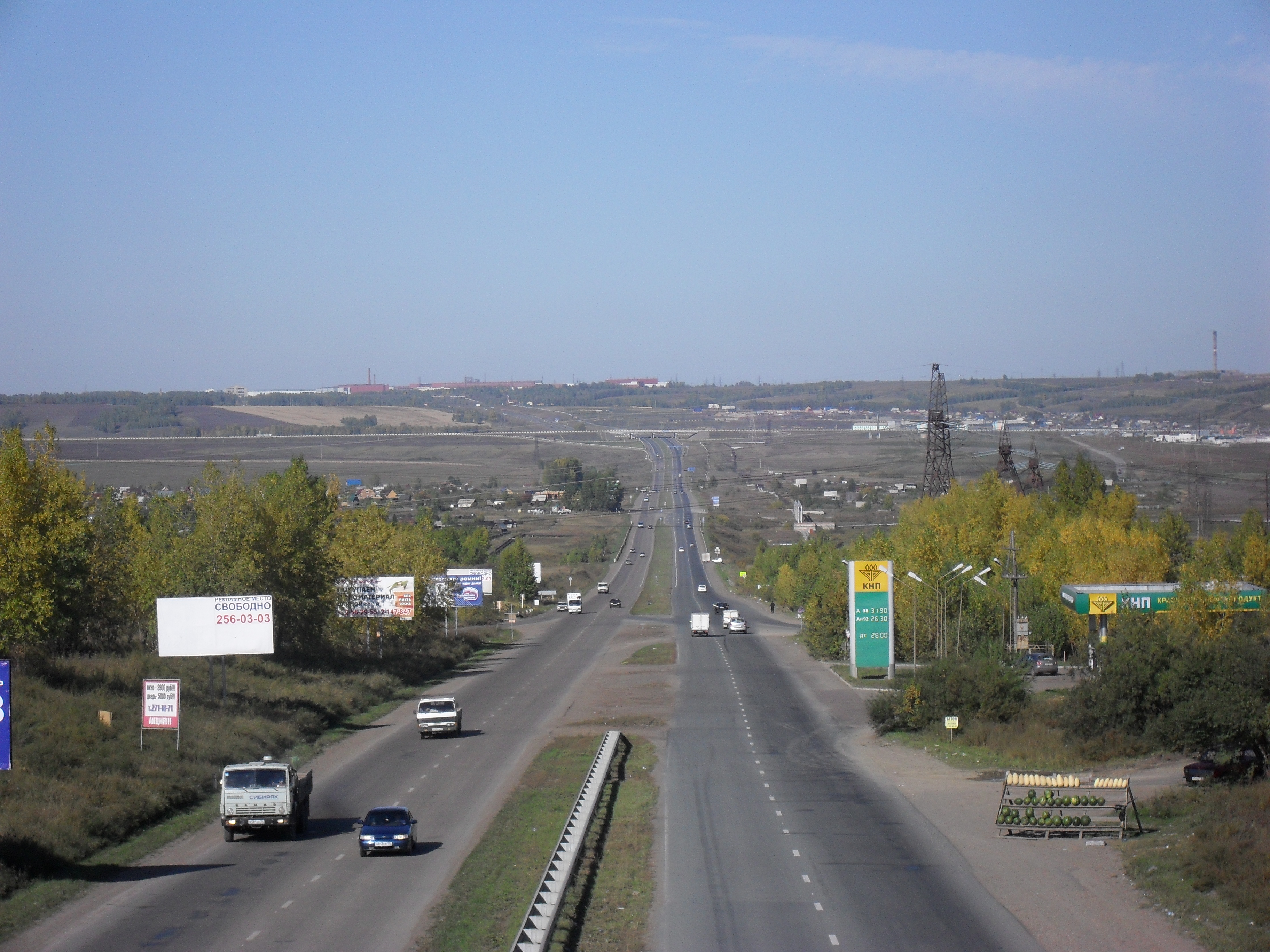
Енисейский тракт на выезде из Красноярска по направлению в Енисейск. Сентябрь, 2012

Региональная автодорога 04К-044 «Енисейский тракт» — автомобильная дорога регионального значения Красноярск — Енисейск, соединяющая северные районы Красноярского края, расположенные вниз по течению реки Енисей с краевым центром и сетью федеральных автодорог: Р255 «Сибирь» (Новосибирск — Красноярск — Иркутск), Р257 «Енисей» (Красноярск — Абакан — Кызыл — государственная граница с Монголией).
Проходит из Красноярска через Лесосибирск и завершается в Енисейске. Длина трассы составляет около 340 км. Дорога полностью асфальтирована. Прежний код трассы: Р409.

## Маршрут
Автодорога начинается в Красноярске, выездом в северном направлении. На участке от Красноярска до КрасТяжМаша (16-й км) дорога имеет две проезжие части по две полосы каждая. От 16-го км до Енисейска дорога двухполосная, имеет по одной полосе в каждом направлении. До Большой Мурты (100-й км) дорога прямая, идёт через пашни. От Большой Мурты дорога идёт через тайгу и имеет много опасных поворотов, особенно между Казачинским и Каргино.

## Сервисная инфраструктура
Сервисная инфраструктура слабо развита. Автозаправочные станции находятся в каждом населённом пункте, однако встречаются они редко. Крупный ремонт на станциях техобслуживания возможен только в Красноярске, Лесосибирске и Енисейске.

## Населённые пункты, географические объекты
- Красноярск — 0 км

— граница Емельяновского района — 7 км
- Таскино — 32 км

— граница Сухобузимского района — 42 км
- Миндерла — 45 км
- Шила — 60 км

— граница Большемуртинского района — 78 км
- Большая Мурта — 100 км
- Таловка — 125 км
- Раздольное — 137 км

— граница Казачинского района — 141 км
- Мокрушинское — 172 км
- Галанино — 186 км
- Казачинское — 200 км

— граница Енисейского района — 215 км
- Шапкино — 222 км
- Новокаргино — 240 км
- Абалаково — 260 км
- Лесосибирск — 300 км
- Верхнепашино — 338 км
- Енисейск — 345 км

## Искусственные сооружения
- 5 км — путепровод над железной дорогой и транспортная развязка с улицей Гайдашовка (выездом на Мост «777»).
- 6 км — двухуровневая транспортная развязка с Северным шоссе (выездом на трассу Р255 «Сибирь»), проходящим над трактом.
- 7 км (слева) — кладбище Бадалык, одно из самых больших кладбищ в России, площадь захоронений достигает 295 га.
- 8 и 11 км — два путепровода над трактом для въезда в микрорайон Солнечный[2].
- 14 км — транспортная развязка с глубоким северным обходом Красноярска трассы Р255, проходящим над трактом.
- 18 км — путепровод над подъездом к заводу «КрасТяжМаш».

## Связь
Местность, где пролегает трасса, в основном покрыта сотовой связью (МТС, Мегафон, Билайн, Tele2).